# Иво Димов
Иво Димов е бивш български футболист, атакуващ полузащитник. Роден е на 26 април 1970 г. във Вълчи дол, област Варна. Висок е 180 см и тежи 78 кг. Играл е за Спартак (Варна), ЦСКА, Черно море и Добруджа (Добрич). През 1999 г. с ЦСКА става носител на Купата на България. Прекратява състезателната си кариера през пролетта на 2007 г. Работи като скаут при „армейците“ от 2012 до 2015 г.

## Кариера
Юноша на Спартак (Варна), Димов дебютира за първия тим на „соколите“ през сезон 1990 – 91. За Спартак има 65 мача с 15 гола в А група и 32 мача с един гол в Б група. За другия варненски тим Черно море, полузащитникът изиграва 7 мача в елита и 7 мача с един гол във втория ешелон.